# Джоново
Джоново (нем: Дренов) — деревня в административном округе гмина Колобжег, в Колобжегском уезде, Западно-Поморское воеводство, на северо-западе Польши. Она расположена примерно в 12 км к юго-западу от Колобжега и в 94 км к северо-востоку от региональной столицы Щецина. До 1945 года этот район входил в состав Германии.
Население деревни составляет 940 человек.

## История
Деревня была основана не позднее XIV века. Первые записи дошедшие до нас датируются 1315 годом и описывают ее как вотчину рода фон Мантейфель. За всю историю она неоднократно меняла хозяев. Наиболее динамичное развитие приходится на рубеж XIX и XX веков.
Дренов был старинной вотчиной знатного семейства Мантейфель, во владении которой он впервые
С 1772 года деревня начала сильно экономически развиваться, Фридрих II оказывал финансовую поддержку. Это включало в себя комплекс нового поселения в восточной части графства Дренов.
В 1945 году Дренов, как и вся Западная Померания, вошла в Польшу. Население было принудительно выселено и заменено поляками. Название деревни было присвоено «Drzonowo».

## Население
- 1816: 242 жителя.
- 1864: 695 жителей.
- 1871: 702 жителя.
- 1905: 651 житель.
- 1919: 644 жителя.
- 1933: 573 жителя.
- 1939: 529 жителя.[2]